# Диждино
Ди́ждино (болг. Дъждино) — село в Кирджалійській області Болгарії. Входить до складу общини Кирджалі.

## Населення
За даними перепису населення 2011 року у селі проживали 346 осіб.
Національний склад населення села:
| Національність   | Кількість осіб | Відсоток |
| ---------------- | -------------- | -------- |
| турки            | 324            | 97,6%    |
| цигани           | 4              | 1,2%     |
| Всього відповіли | 332            |          |

Розподіл населення за віком у 2011 році:
Динаміка населення: